# Russula subsect. Cupreinae
Russula subsect. Cupreinae ist eine Untersektion  aus der Gattung Russula, die innerhalb der Sektion Insidiosinae steht. Die Untersektion entspricht Romagnesis Sektion Urentinae.

## Merkmale
Die Untersektion enthält meist kleine bis mittelgroße Täublinge mit und mehr oder weniger scharfem Geschmack. Die Hüte können sehr unterschiedlich gefärbt sein. Die Palette reicht von violett, purpurrot, kupferrot, grün, gelb oder braun. Bisweilen sind sie auch vielfarbig oder es sind rötliche Farbtöne untergemischt. Der Hutrand ist mehr oder weniger deutlich gerieft oder gefurcht und das Sporenpulver ist gelb. Das Fleisch ist unveränderlich oder graut nur ganz leicht. Nur in seltenen Fällen kann das Fleisch auch leicht gilben oder bräunen. Man findet die Täublinge sowohl unter Laub- als auch unter Nadelbäumen.
Die Sporen sind dornig und tragen oft isolierte oder nur leicht gratige Warzen, die nur selten miteinander verbunden sind. Die Pileozystiden sind meist ziemlich zylindrisch oder vielfach septiert und Hyphen-Endzellen sind oft mehr oder weniger ausgesackt.

### Mykorrhizaanatomie
Die Mykorrhizen aller Arten aus der Untersektion Cupreinae besitzen mehr oder minder stark ineinandergreifende, pseudoparenchymatische Mantelzellen und Sulfovanillin-positive gloeoplere Zellen, echte Zystiden fehlen. Innerhalb der Gruppe gibt es Unterschiede in der Wanddicke der Hyphenzellen und der Ausbildung einer gelatinösen Matrix.
- Die Typart ist Russula cuprea, der Purpurbrauner Dotter-Täubling.

### Systematik
Die Systeme von Bon und Romagnesi entsprechen sich mit dem Unterschied, dass das Taxon Cupreinae bei Romagnesi Urentinae heißt und den Rang einer Sektion hat. Auch die Systeme von Singer und Sarnari verwenden das Taxon im Rang einer Untersektion, allerdings unter dem Namen Urentes, wobei die Untersektion Urentes aber bei beiden innerhalb der Sektion Russula steht.
| Bon | Romagnesi |
| --- | --------- |
|     |           |

Molekularen Untersuchungen der ITS-rDNA zeigen, dass die Untersektion Cupreinae und ein Teil der Untersektion Laricinae, aus der Sektion Tenellae im ITS-rDNA Kladogramm nebeneinanderstehen, während Russula nauseosa den Arten der Untersektion Puellarinae näher zu stehen scheint. Bons und Romagnesis Einteilung nach Fruchtkörpermerkmalen scheint hier fragwürdig und es muss sich erst noch zeigen, ob sie Bestand hat. Auch die Mykorrhiza-Anatomie kann hier nicht weiterhelfen, da es innerhalb des Tenellae-Insidiosinae-Komplexes zu einer weitgehenden Merkmalsüberlappung kommt, sodass sich weder die Arten der beiden Sektionen noch die Arten ihrer Untersektionen voneinander trennen lassen.
| Deutscher Artname                                                               | Wissenschaftlicher Artname | Autor                 |
| ------------------------------------------------------------------------------- | -------------------------- | --------------------- |
| Purpurbrauner Dotter-Täubling                                                   | Russula cuprea             | Secr. (1833)          |
| Riesenspor-Täubling                                                             | Russula gigasperma         | Romagn. (1962)        |
| Scharfer Glanztäubling                                                          | Russula firmula*           | Jul. Schäff. (1940)   |
| Scharfer Braun-Täubling                                                         | Russula adulterina         | (Fr.) Peck (1940)     |
| Fleischfarbener Scharf-Täubling*                                                | Russula cristata*          | Romagn. (1962)        |
| Russula cupreola*                                                               | Russula cupreola*          | Sarnari (1990)        |
| Russula luteoaurantia*                                                          | Russula luteoaurantia*     | Romagn. ex Bon (1990) |
| Gelbgrüner Ledertäubling*                                                       | Russula luteoviridans*     | C. Martin (1894)      |
| Grüner Dotter-Täubling*                                                         | Russula urens*             | Romell (1921)         |
| Russula subcristulata*                                                          | Russula subcristulata*     | Romagn. (1962)        |
| Arten, die mit einem Stern gekennzeichnet sind, sind nicht allgemein anerkannt. |                            |                       |